# Modernismens litteratur
Modernismen inom litteraturen kännetecknades av formexperiment, fri vers och avancerad berättarstruktur. De extrema formexperimenten på bekostnad av verklighetstrogenhet kan beskrivas som antinaturalistiska. Författaridealet blev allt mer profese förstå och skildra det som de trodde skulle bli tongivande i framtiden. De olika modernistiska rörelserna hade program för hur litteratur skulle skrivas; inte sällan uppstod strider om hur en rörelses principer skulle tolkas. Några exempel på litterära ismer är futurism, expressionism, imagism, vorticism, dadaism, surrealism, lettrism, konkretism och absurdism. De modernistiska romanerna upplevdes ofta som chockerande. Till exempel förbjöds James Joyces Ulysses i både England och USA för att den betraktades som osedlig.

## Bakgrund
Det råder ingen klar konsensus kring vilken litteratur som tillhör modernismen. Kai Laitinen, professor i litteratur, har presenterat ett försök att klassificera modernistisk poesi med hjälp av sex kriterier: fri rytm, inga slutrim, nytt bildspråk, nya ord, vidgad motivkrets och ny struktur.

## Förmodernismen
Mot slutet av 1800-talet blev det allt vanligare att författare drog sig till samhällets marginalgrupper och levde ett bohemiskt liv. De började i grupper, som var avskilda från samhället i övrigt, diskutera hur litteratur skulle skrivas. Olika litterära rörelser som namngivit sig själv och utvecklat estetiska ideologier (till exempel naturalism och symbolism) blev allt vanligare. Ofta kunde författare göra tvära kast mellan olika skolbildningar; exempel är Zola, Ibsen och Strindberg, vilka alla växlade från naturalism till symbolism.
Kring 1800-talets mitt hade realisterna identifierat sig med den liberala borgarklassen. Denna samhällsklass hade vid sekelskiftet fått igenom många av sina krav med samhällsförändringar och börjat uppfattas som alltmer samhällsbevarande. Många författare började därför solidarisera sig med arbetarklassen, som blev den grupp som ställde mest omfattande krav på samhällsförändringar. Kring sekelskiftet hårdnade även det ideologiska klimatet i Europa med fler extremistiska rörelser. I litteraturen skulle det yttra sig i att författarna tog alltmer extrema och vitt skilda ståndpunkter. Bohemeri, anarkism, antiintellektualism, och högerextremism blev allt vanligare bland författarna. Individualistiska tänkare så vitt skilda som Max Stirner, Søren Kierkegaard, Pierre-Joseph Proudhon, Friedrich Nietzsche, Michail Bakunin och Pjotr Kropotkin hade ett stort inflytande på författarna. Knut Hamsuns Svält från 1890 anses vara den första modernistiska romanen.

## Högmodernismen
Högmodernism kallar man den period under 1900-talets första hälft då modernismen blev huvudfåran bland författarna och modernisterna var tongivande inom litteraturen. Kring 1910 växte det fram ett stort antal litterära rörelser som lanserade sig själva som nyskapande, normbrytande och oppositionella. De formulerade sina estetiska ideologier i manifest och presenterade sina inriktningar som "-ismer". Olika riktningar inom modernismen drog åt olika håll; futuristerna bejakade den moderna tekniken och föraktade det gamla medan författare som T.S. Eliot blickade bakåt i tiden. Gemensamt var att modernisterna föraktade de förmodernistiska ismerna naturalism och symbolism. Modernisterna bytte till ett personligare sätt att skriva, och valde ofta begränsat allvetande perspektiv (limited omniscient point of view) framför realisternas auktoritära allvetande berättare. De experimenterade också med stream of consciousness. Romantisk poesi och realistiska noveller ansåg modernisterna vara antika i det alltmer teknologiserade och sekulära moderna samhället.
Den amerikanska författaren Gertrude Stein påverkade många författare, hon hade varit student till den amerikanske psykologen William James som myntade termen stream of consciousness (författaren May Sinclair anses vara den person som senare introducerade begreppet stream of consciousness som litterär teknik). Stein flyttade till Paris 1902 och hennes hem blev en litterär salong och ett konstgalleri där avantgardet samlades, inklusive konstnärerna Pablo Picasso, Henri Matisse och Juan Gris och de expatrierade amerikanska författarna Ernest Hemingway, Ford Madox Ford, Sherwood Anderson, Ezra Pound och F. Scott Fitzgerald, men inte irländaren James Joyce som hon inte kände. Författarna påverkades av kubismen. De kallade sig "the lost generation", den förlorade generationen eftersom de kände sig desillusionerade eftersom första världskriget hade skördat många liv och som Woodrow Wilson hade kallat "the war to end all wars". Hemingways tidiga romaner är berömda för att uttrycka dessa känslor, till exempel Och solen har sin gång (1926) och Farväl till vapnen (1929). T.S. Eliot var en annan amerikansk modernist, han bodde i London. Många amerikanska expatriater samlades i Montparnasse.

## Svensk modernism
Tidiga svenska modernister hämtade inspiration från de olika ismerna ute i Europa. En tidig programförklaring gjordes av Pär Lagerkvist som 1913 menade, att litteraturen måste bli mer konstnärlig och betraktas som ett hantverk. Lagerkvist skrev poesi, lyrik och dramatik; han utforskade modernistiska uttryck i samtliga genrer. Bland hans mest kända verk kan romanen Dvärgen nämnas vars rakt igenom elake huvudkaraktär speglade tidens totalitära ledare när den kom ut 1944.

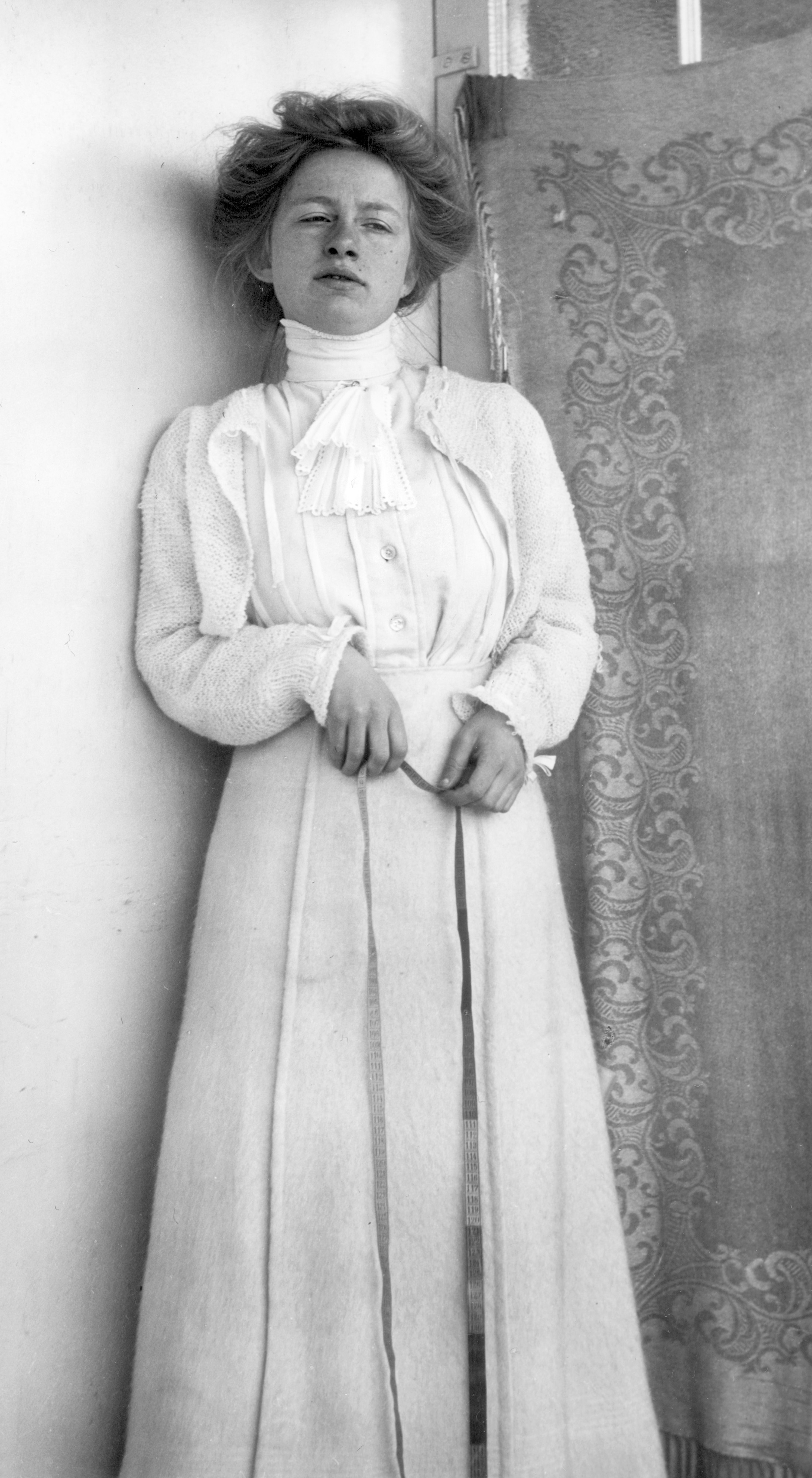
Edith Södergran, självporträtt.

Mycket av den svenska modernismen inom lyriken hade sina föregångare bland finlandssvenska diktare. En stor betydelse fick Edith Södergran. Hon skrev i isolation från omvärlden på grund av sin tuberkulos en starkt expressionistisk poesi som påverkade många samtida poeter. Hennes debutsamling Dikter kom 1916 och var full av fritänkande och språklig experimentlusta. Två andra finlandssvenska diktare med stort inflytande var Gunnar Björling och Elmer Diktonius.
Den modernist som nådde störst publik var poeten Karin Boye. Hennes poesi rörde sig mellan modernism och traditionell form och hennes dikter I rörelse samt Ja, visst gör det ont när knoppar brister är svenska poesiklassiker.
Modernisternas ibland svårtillgängliga språk och form innebar att deras verk inte alltid nådde ut till en större publik än vissa avgränsade litterära kretsar. Exempel på det var till en början Gunnar Ekelöfs sent på jorden och Erik Lindegrens mannen utan väg vilka dock senare kom att räknas som banbrytande klassiker i den svenska lyriken. Vid sidan av de modernistiska författarna och diktarna fanns traditionalister som fortsatte på spåren som lagts under romanens århundrade på 1800-talet. Tillsammans utgjorde de en slags kulturelit som ibland stod i konflikt med varandra, men som alltid kunde ena sig i motståndet mot den framväxande populärlitteraturen.

### Autodidakter och arbetarförfattare
Periodens svenska litteratur domineras av en skara författare som kallas autodidakter. De var självlärda och saknade formell akademisk utbildning. Ofta kom de från landsbygden, där de fått sin skolning bland annat via arbetarrörelsens folkbildningskurser. Ett annat samlingsnamn för dessa författare hade med deras klassbakgrund och litterära miljö att göra. De var arbetarförfattare och gjorde entré på den litterära scenen från 1910-talet och framåt. En hel grupp gjorde gemensam sak av debuten i antologin Fem unga. Här ingick Erik Asklund, Josef Kjellgren, Artur Lundkvist, Harry Martinson och Gustav Sandgren vilka alla skulle skapa sig betydande författarskap under perioden. Andra viktiga författare som kom ur bonde- och arbetarleden var Ivar Lo-Johansson, Moa Martinson, Eyvind Johnson, Jan Fridegård och Vilhelm Moberg. Hos många av autodidakterna fanns drag av modernistisk experimentlusta i prosa och lyrik. Bland annat märktes detta hos Harry Martinson, vars lyriska prosa senare skulle komma att nobelprisas. Bland hans verk från perioden kan sjömansskildringen Kap farväl samt de självbiografiska Nässlorna blomma och Vägen ut nämnas. Men dess främste och mest hängivne förespråkare var Artur Lundkvist som kom att representera svensk modernism både i rollen som kritiker och introduktör av utländska författare och som diktare med starka expressionistiska drag.
Dessa författare kom inte bara att förnya romanens miljö och form, utan också organisera sig runt små egna förlag och stötta varandra i utgivningen, vilket till en början gjorde dem till utmanare till de stora bokförlagen. Över tid blev de dock alltmer etablerade och upptagna i den högre kulturkrets där storförlagen fanns. De förblev dock socialt och politiskt engagerade, och gjorde ställningstaganden mot nazism och fascism som förekom under kriget. Det sociala engagemanget kom av deras bakgrund som också blivit deras litterära miljö. Vilhelm Moberg skrev sin realistiska prosa om bönderna medan Jan Fridegård, Moa Martinson och Ivar Lo-Johansson skrev om statarna och deras hårda livsvillkor. Många av autodidakternas verk räknas som svenska klassiker. Moa Martinsons Kvinnor och äppelträd, Mobergs utvandrarepos, Ivar Lo-Johanssons Godnatt, jord och Fridegårds böcker om Lars Hård är några av dem.
Utöver dessa författare fanns diktare med arbetarbakgrund som Dan Andersson. Hans dikter har levt kvar i svensk vistradition och är på så sätt fortfarande aktuella. Bland dessa verk kan nämnas Anderssons Svarta Ballader.